# Edicto de Milán

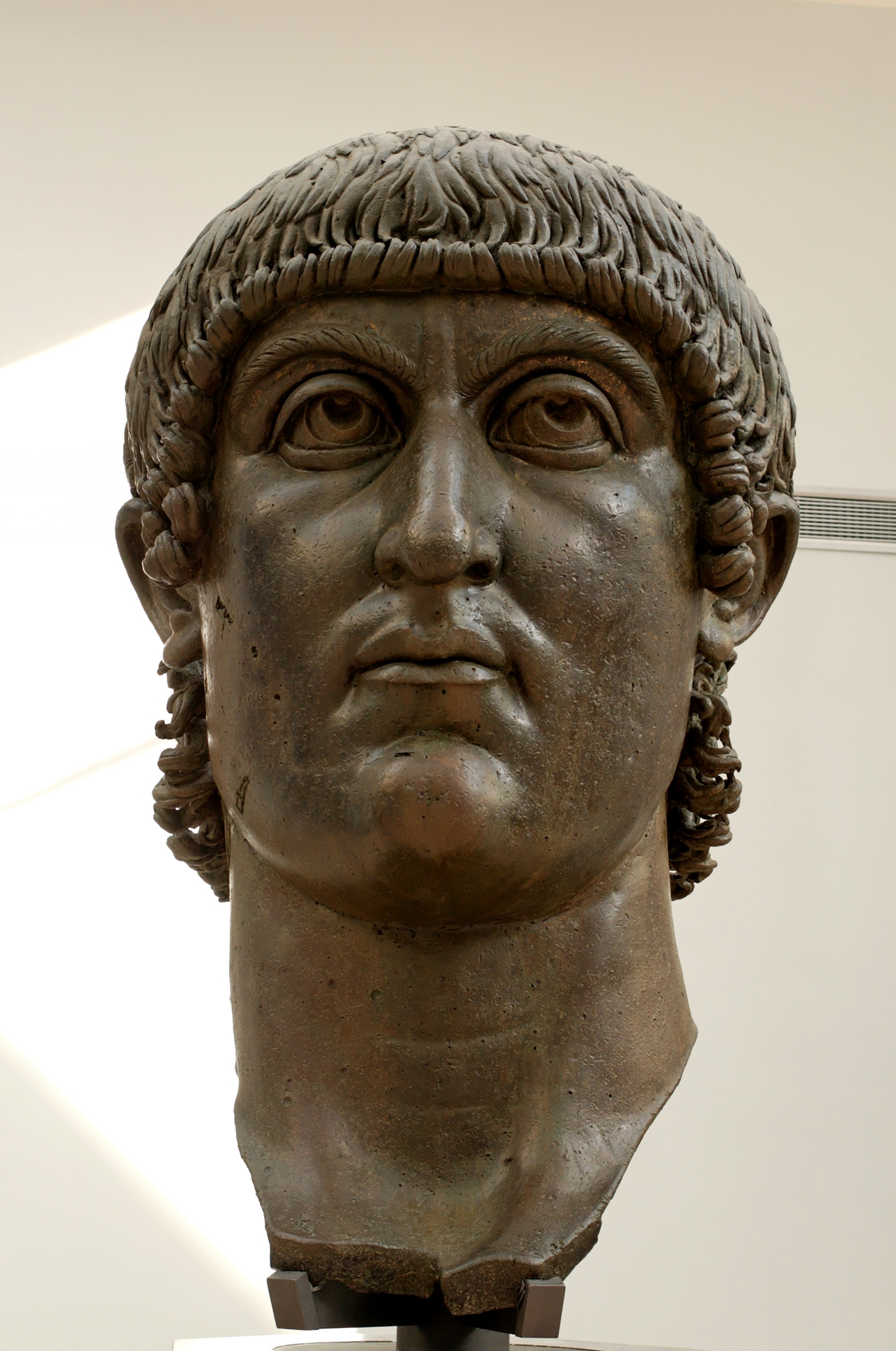
Cabeza de Constantino I, uno de los impulsores del edicto por el cual se declara la libertad de culto.

El llamado Edicto de Milán (en latín: Edictum Mediolanensis) fue promulgado en Milán en el año 313 y tradicionalmente se ha considerado que fue el que estableció la libertad de religión en el Imperio romano, poniendo fin a las persecuciones de los cristianos. El documento fue firmado por los dos emperadores que gobernaban el Imperio: Constantino I, convertido al cristianismo, y Licinio, «que seguía siendo pagano aunque no alentaba la persecución».
Sin embargo, según varios historiadores como Paul Veyne, Averil Cameron o Vincent Puech, el «impropiamente llamado Edicto de Milán», ya que no fue un edicto sino un mandatum, «no fue la norma que permitió a los cristianos vivir en paz, sino que la tolerancia ya estaba establecida desde hacía dos años», con el edicto de tolerancia de Galerio, promulgado en Serdica el 30 de abril de 311. Lo que hizo el «Edicto de Milán» fue ampliarlo con la restitución de los bienes de las iglesias.
En el momento de la promulgación del «edicto», existían en el Imperio cerca de 1500 sedes episcopales y al menos de cinco a siete millones de habitantes de los cincuenta que componían el Imperio romano profesaban el cristianismo. Según Paul Veyne, «en esa época apenas un cinco o un diez por ciento de la población del imperio (unos setenta millones de personas) era cristiana».

## Historia

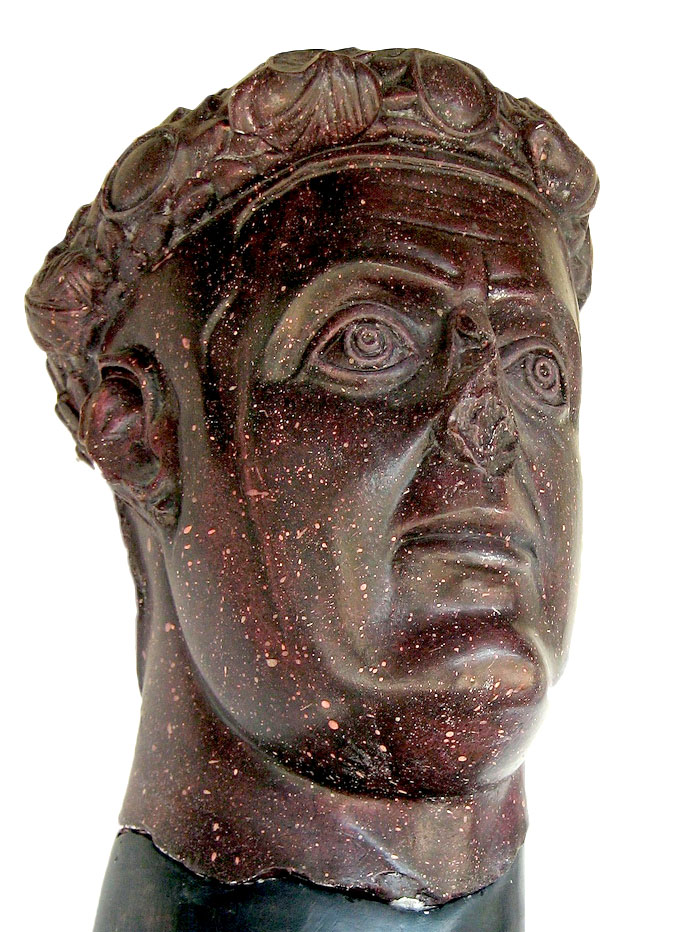
El emperador Galerio promulgó el Edicto de tolerancia de Serdica que dos años antes que el «Edicto de Milán» puso fin a la persecución de los cristianos.

El 30 de abril de 311 el emperador de la Tetrarquía Galerio emitió un edicto de tolerancia en Serdica en el que se establecía la indulgencia a los cristianos y se les reconocía su existencia legal y libertad para celebrar reuniones y construir templos para su Dios, por lo que la persecución de estos finalizaría. 

Habiendo recibido esta indulgencia, ellos habrán de orar a su dios por nuestra seguridad, por la de la República, y por la propia, que la república continúe intacta, y para que ellos puedan vivir tranquilamente en sus hogares.

El edicto promulgado por el primer Augusto de la Tetrarquía era teóricamente válido para todo el Imperio Romano y así lo entendió el otro Augusto Constantino I que lo aplicó en la Galia e incluso por el «usurpador» Majencio que lo aplicó en Italia y en África. Sin embargo, en Oriente Maximino Daya eludió su aplicación hasta que fue derrotado por Licinio, sucesor de Galerio, en 313.
En 313 los dos Augustos Constantino I (recién convertido al cristianismo) y Licinio (que continuaba siendo pagano), tras vencer a sus respectivos rivales Majencio y Maximino Daya, se reunieron en Milán y acordaron tratar a sus súbditos paganos y cristianos en pie de igualdad. Así, decidieron enviar instrucciones a los altos funcionarios de las provincias para el complimiento del edicto de tolerancia de Galerio que ampliaron con la restitución a las iglesias de todos sus bienes, probablemente esta última una iniciativa de Constantino. Licinio envió desde Nicomedia su mandatum el 15 de junio.
«Esta carta, conocida con el nombre de "Edicto de Milán", tenía valor de ley puesto que debía ser proclamada y mostrada por todas partes, con el fin de que todos la conocieran», ha señalado Tiphaine Moreau. Esta misma historiadora ha destacado que «hay que comprender esta decisión como una necesidad de mantener la pax deorum ('la paz de los dioses') por parte de los dos Ausgustos... Las comunidades cristianas recibían por esta carta una existencia legal. El cristianismo ganó ciertamente en visibilidad a partir de ese momento», ha afirmado Tiphaine Moreau. Por su parte Vicent Puech destaca que «la libertad religiosa se encuentra así erigida en valor central mientas que hasta ese momento la fidelidad a los dioses de los antepasados constituía el fundamento de toda sociedad».
De acuerdo con Paul Veyne, el «impropiamente» llamado «Edicto de Milán», que «la tradición historiográfica ha elegido como límite fronterizo entre la antigüedad pagana y la época cristiana», «no es un edicto y no es de Milán. Se cree al parecer que es ese texto lo que permitió al cristianismo vivir en paz y cara descubierta. Pero no fue así, pues la tolerancia estaba establecida desde hacía dos años», con el edicto de tolerancia de Galerio, promulgado en Nicomedia el 30 de abril de 311, por lo que «después de su victoria en el puente Milvio, Constantino no tuvo necesidad ninguna de promulgar un edicto en tal sentido». El «edicto de Milán» era un mandatum, una epístula que contenía instrucciones para el cumplimiento del edicto de Galerio, ampliado con la restitución de los bienes de las iglesias. Una valoración que también sostiene Vincent Puech. 
Paul Veyne agrega que «la frontera límite entre la antigüedad pagana y la época cristiana» no hay que situarla en el día en que se promulgó «el supuesto "edicto de Milán" en 313», sino en el 29 de octubre de 312, la fecha en que Constantino entró en Roma victorioso al frente de sus tropas (que portaban el crismón en sus escudos y el propio Constantino en su casco) tras su victoria sobre Majencio en la batalla de Puente Milvio. Ese día, como ha señalado Juan María Laboa, sus tropas «no visitaron el capitolio, ni ofreció el tradicional sacrificio a Júpiter, dando a entender así, que debía su victoria a un dios distinto». Vincent Puech recuerda que «después Constantino concedió un estatuto y unos privilegios a los clérigos cristianos. En resumen, se puede decir que legaliza el cristianismo, lo que va mucho más lejos que una simple tolerancia».
Como ha destacado Paul Veyne, «la hagiografía constantiniana ulterior hizo de este acuerdo cerrado en Milán y de las instrucciones complementarias un edicto en toda regla, cuyo mérito correspondería en exclusiva a Constantino. No deja de ser cierto que a él le corresponde la iniciativa y el mérito principal».
En 315 un nuevo decreto completaría los reglamentos de aplicación de la restitución de los bienes eclesiásticos.

## Contenido
En el documento se establecía lo siguiente:

Yo, Constantino Augusto, y yo también, Licinio Augusto, reunidos felizmente en Milán para tratar de todos los problemas que afectan a la seguridad y al bienestar público, hemos creído nuestro deber tratar junto con los restantes asuntos que veíamos merecían nuestra primera atención el respeto de la divinidad, a fin de conceder tanto a los cristianos como a todos los demás, facultad de seguir libremente la religión que cada cual quiera, de tal modo que toda clase de divinidad que habite la morada celeste nos sea propicia a nosotros y a todos los que están bajo nuestra autoridad. [...] Para lo cual es conveniente que tu excelencia sepa que hemos decidido... permitir de ahora en adelante a todos los que quieran observar la religión cristiana, hacerlo libremente sin que esto les suponga ninguna clase de inquietud y molestia.
 Así pues, hemos creído nuestro deber dar a conocer claramente estas decisiones a tu solicitud para que sepas que hemos otorgado a los cristianos plena y libre facultad de practicar su religión. Y al mismo tiempo que les hemos concedido esto, tu excelencia entenderá que también a los otros ciudadanos les ha sido concedida la facultad de observar libre y abiertamente la religión que hayan escogido como es propio de la paz de nuestra época. Nos ha impulsado a obrar así el deseo de no aparecer como responsables de mermar en nada ninguna clase de culto ni de religión. Y además, por lo que se refiere a los cristianos, hemos decidido que les sean devueltos los locales en donde antes solían reunirse y acerca de lo cual te fueron anteriormente enviadas instrucciones concretas, ya sean propiedad de nuestro fisco o hayan sido comprados por particulares, y que los cristianos no tengan que pagar por ello ningún dinero de ninguna clase de indemnización. [...]
 Y para que el contenido de nuestra generosa ley pueda llegar a conocimiento de todos, convendrá que tú la promulgues y la expongas por todas partes para que todos la conozcan y nadie pueda ignorar las decisiones de nuestra benevolencia».

## Consecuencias
La aplicación del «edicto» devolvió a los cristianos sus antiguos lugares de reunión y culto, así como otras propiedades que habían sido confiscadas por las autoridades romanas y vendidas a particulares: «las propiedades habrán de ser devueltas a los cristianos sin exigir pago o recompensa de ningún tipo, y sin admitir ningún tipo de fraude o engaño». Esto le brindó al cristianismo un estatus de legitimidad junto con la religión romana.
Todavía no se han recuperado registros en piedra del edicto. Las citas que se le conocen provienen de los capítulos 35 y 48 del documento histórico De mortibus persecutorum (Sobre la muerte de los perseguidores), escrito por Lactancio.